# マイク・ウィリアムズ (1994年生のワイドレシーバー)
マイケル・K・ウィリアムズ（Michael K. Williams, 1994年10月4日 - ）は、アメリカ合衆国サウスカロライナ州ホリーヒル出身の元プロアメリカンフットボール選手。ポジションはワイドレシーバー。

## 経歴

### カレッジ
クレムソン大学では2年目の2014年シーズンに30レシーブ、1,030レシーブ獲得ヤードを記録した。

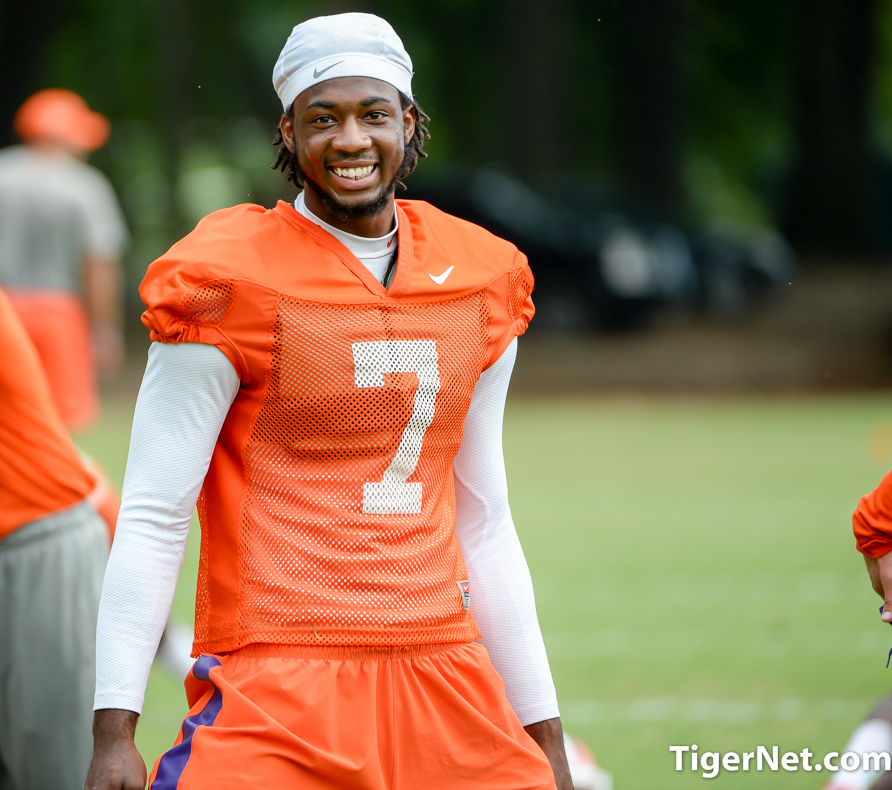
2015年のウィリアムズ

2015年シーズンは開幕戦でデショーン・ワトソンからパスを受けてタッチダウンを成功させたが、この際にゴールポストに衝突して首を骨折し、シーズン残りの試合を欠場した。
2016年シーズンに復帰し、いずれもチーム最多となる98レシーブ、1,361レシーブ獲得ヤード、11のレシービングTDを記録。プレーオフではアラバマ大学とのCFPナショナルチャンピオンシップで94レシーブ獲得ヤード、1つのレシービングTDを記録し、優勝に貢献した。シーズン終了後、2017年のNFLドラフトにエントリーした。

#### 個人成績
| マイク・ウィリアムズ | マイク・ウィリアムズ | マイク・ウィリアムズ | レシーブ | レシーブ | レシーブ | レシーブ |
| シーズン             | チーム               | 試合                 | Rec      | Yds      | Avg      | TD       |
| -------------------- | -------------------- | -------------------- | -------- | -------- | -------- | -------- |
| 2013                 | クレムソン           | 10                   | 20       | 316      | 15.8     | 3        |
| 2014                 | クレムソン           | 12                   | 57       | 1,030    | 18.1     | 6        |
| 2015                 | クレムソン           | 1                    | 2        | 20       | 10.0     | 1        |
| 2016                 | クレムソン           | 15                   | 98       | 1,361    | 13.9     | 11       |
| 通算                 | 通算                 | 38                   | 177      | 2,727    | 15.4     | 21       |

### ロサンゼルス・チャージャーズ
ドラフト前はESPNによって候補生の中で最高のワイドレシーバーと評された。
迎えたドラフトでは全体7位でロサンゼルス・チャージャーズから指名され、その後4年総額1,974万ドルのルーキー契約を結んだ。

#### 2017年シーズン
背中の怪我により開幕前のトレーニングキャンプと、シーズン最初の5試合を欠場した。このシーズンは11レシーブ、95レシーブ獲得ヤードを記録した。

#### 2018年シーズン
第2週のバッファロー・ビルズ戦でキャリア初となるタッチダウンを記録した。翌週のロサンゼルス・ラムズ戦では81レシーブ獲得ヤード、2つのレシービングTDを記録した。第15週のカンザスシティ・チーフス戦では76レシーブ獲得ヤード、2つのレシービングTD、19ラン獲得ヤード、1つのラッシングTDを記録。さらに試合時間残り2秒で逆転となる2ポイント・コンバージョンを成功させ、チームを勝利に導いた。この活躍により、AFCの週間最優秀攻撃選手に選出された。このシーズンは43レシーブ、664レシーブ獲得ヤード、10のレシービングTDを記録した。

#### 2019年シーズン
第9週のグリーンベイ・パッカーズ戦で111レシーブ獲得ヤードを記録。1試合100レシーブ獲得ヤード以上を記録したのは自身初であった。このシーズンは49レシーブ、1,001レシーブ獲得ヤード、2つのレシービングTDを記録した。

#### 2020年シーズン
開幕前にチャージャーズから5年目の契約オプションを行使された。

#### 2021年シーズン
このシーズンはQBジャスティン・ハーバートのメインターゲットとして自己最多となる76レシーブ、1,146獲得ヤードを記録した。

#### 2022年シーズン
2022年3月8日にチャージャーズと3年総額6,000万ドルの契約延長に合意した。

#### 2023年シーズン
2023年9月24日の試合で右膝の前十字靱帯を断裂し、シーズン残りの試合を欠場することになった。シーズン終了後に自由契約となった。

### ニューヨーク・ジェッツ
2024年3月19日にニューヨーク・ジェッツと契約した。

### ピッツバーグ・スティーラーズ
2024年11月5日に2025年のドラフト5巡目指名権とのトレードで、ピッツバーグ・スティーラーズへ移籍した。

### 引退
2024年シーズン後、チャージャーズと契約を結んだが、負傷のためシーズン前に引退した。

## 詳細情報

### 年度別成績
| Legend | Legend       |
| ------ | ------------ |
|        | リーグ最多   |
| 太字   | キャリアハイ |

#### レギュラーシーズン
| シーズン | チーム | 試合 | 試合 | レシーブ | レシーブ | レシーブ | レシーブ | レシーブ | ラン | ラン | ラン | ラン | ラン | ファンブル | ファンブル |
| シーズン | チーム | GP   | GS   | Rec      | Yds      | Avg      | Lng      | TD       | Att  | Yds  | Avg  | Lng  | TD   | Fum        | Lost       |
| -------- | ------ | ---- | ---- | -------- | -------- | -------- | -------- | -------- | ---- | ---- | ---- | ---- | ---- | ---------- | ---------- |
| 2017     | LAC    | 10   | 1    | 11       | 95       | 8.6      | 20       | 0        | 0    | 0    | 0.0  | 0    | 0    | 0          | 0          |
| 2018     | LAC    | 16   | 5    | 43       | 664      | 15.4     | 55       | 10       | 7    | 28   | 4.0  | 19   | 1    | 0          | 0          |
| 2019     | LAC    | 15   | 15   | 49       | 1,001    | 20.4     | 56       | 2        | 1    | 2    | 2.0  | 2    | 0    | 0          | 0          |
| 2020     | LAC    | 15   | 11   | 48       | 756      | 15.8     | 64       | 5        | 1    | 1    | 1.0  | 1    | 0    | 0          | 0          |
| 2021     | LAC    | 16   | 14   | 76       | 1,146    | 15.1     | 72       | 9        | —    | —    | —    | —    | —    | 0          | 0          |
| 2022     | LAC    | 13   | 13   | 63       | 895      | 14.2     | 55       | 4        | —    | —    | —    | —    | —    | 0          | 0          |
| 2023     | LAC    | 3    | 3    | 19       | 249      | 13.1     | 49       | 1        | 1    | 3    | 3.0  | 3    | 0    | 0          | 0          |
| 2024     | NYJ    | 9    | 3    | 12       | 166      | 13.8     | 22       | 0        | 0    | 0    | 0.0  | 0    | 0    | 0          | 0          |
| 2024     | PIT    | 9    | 2    | 9        | 132      | 14.7     | 32       | 1        | 0    | 0    | 0.0  | 0    | 0    | 0          | 0          |
| 通算     | 通算   | 106  | 67   | 330      | 5,104    | 15.5     | 72       | 32       | 10   | 34   | 3.4  | 19   | 1    | 0          | 0          |

#### ポストシーズン
| シーズン | チーム | 試合 | 試合 | レシーブ | レシーブ | レシーブ | レシーブ | レシーブ | ラン | ラン | ラン | ラン | ラン | ファンブル | ファンブル |
| シーズン | チーム | GP   | GS   | Rec      | Yds      | Avg      | Lng      | TD       | Att  | Yds  | Avg  | Lng  | TD   | Fum        | Lost       |
| -------- | ------ | ---- | ---- | -------- | -------- | -------- | -------- | -------- | ---- | ---- | ---- | ---- | ---- | ---------- | ---------- |
| 2018     | LAC    | 2    | 2    | 7        | 110      | 15.7     | 28       | 0        | 0    | 0    | 0.0  | 0    | 0    | 0          | 0          |
| 2024     | PIT    | 1    | 0    | 1        | 37       | 37.0     | 37       | 0        | 0    | 0    | 0.0  | 0    | 0    | 0          | 0          |
| 通算     | 通算   | 3    | 2    | 8        | 147      | 18.4     | 37       | 0        | 0    | 0    | 0.0  | 0    | 0    | 0          | 0          |

- 2024年度シーズン終了時